# Лопсия (приток Северной Сосьвы)
Лопсия (устар. Лопси-Я) — река в России, протекает в Ханты-Мансийском автономном округе. Устье реки находится в 662 км по левому берегу Северной Сосьвы. Длина реки — 95 км, площадь её водосборного бассейна — 1130 км².

## Притоки
- 24 км: Лопсисос (пр)
- Китурхалсос (лв)
- Эрихумигъя (пр)
- Русьпаульсос (лв)
- Яныг-Унтмитсос (пр)
- Хулаг-Питингсос (пр)
- 53 км: Нахор (лв)
- Нялингсос (пр)
- Мезыпатасос (лв)
- 66 км: Агрия (лв)
- 70 км: Хунтынья (Котомочная) (пр)
- Хаптохтымсос (пр)
- Толвитумпсос (лв)
- Лопсиятоиптур (пр)

## Данные водного реестра
По данным государственного водного реестра России относится к Нижнеобскому бассейновому округу, водохозяйственный участок реки — Северная Сосьва, речной подбассейн реки — Северная Сосьва. Речной бассейн реки — (Нижняя) Обь от впадения Иртыша.
Код объекта в государственном водном реестре — 15020200112115300023737.

## Топографические карты
- Лист карты P-41-49,50 Няксимволь. Масштаб: 1 : 100 000. Состояние местности на 1959 год. Издание 1961 г.